# Cybister hypomelas
Cybister hypomelas är en skalbaggsart som beskrevs av Régimbart 1892. Cybister hypomelas ingår i släktet Cybister och familjen dykare. Inga underarter finns listade i Catalogue of Life.